# Abramo Lincoln (film)
Abramo Lincoln (Abe Lincoln in Illinois o Spirit of the People) è un film del 1940, diretto da John Cromwell. È basato su una pièce di successo del 1938 del drammaturgo Robert E. Sherwood: andata in scena al Plymouth Theatre per il Broadway theatre per la regia di Elmer Rice arrivò a 472 recite.
Il personaggio di Lincoln fu interpretato, sia nella versione teatrale che in quella cinematografica, dall'attore Raymond Massey che, benché fosse canadese, riscosse un grande successo personale nei panni del presidente USA tanto da venire nominato agli Oscar come miglior attore.
Il film racconta la vita di Abramo Lincoln a partire dalla sua adolescenza. Viene raccontato il sedicesimo presidente degli Stati Uniti, passato alla storia per aver abolito la schiavitù, nella sua vera vita, come uomo che si è fatto da solo, dalla campagna fino alla Casa Bianca.

## Trama
Nel 1831, il giovane Abe Lincoln lascia la casupola di suo padre per andare ad affrontare la vita. In viaggio verso New Orleans, dove deve portare un carico di suini, a New Salem, nell'Illinois, incontra Ann Rutledge, Sarà un incontro che gli cambierà la vita: ritornato a New Salem, trova lavoro in un negozio e si guadagna l'amicizia e la benevolenza di tutta la cittadinanza. La sua figura è talmente rispettata che a New Salem giunge Ninian Edwards, membro del partito Whig, che vuole convincerlo a presentarsi alle elezioni per l'assemblea statale. Abe accetta la sfida, si presenta e vince. Ma la vittoria è offuscata dalla morte di Ann. Depresso e demotivato, Lincoln lascia ben presto la politica per tornare alla legge.
Un nuovo incontro, questa volta con l'ambiziosa Mary Todd, cambia ancora la sua vita. La determinazione di Mary lo porta a intraprendere la carriera politica e a prendere posizione contro lo schiavismo. Diventa uno dei nomi più importanti della politica degli Stati Uniti, tanto da giungere a presentarsi come candidato per la presidenza. Rendendosi conto che la sua vittoria significherà la guerra per la secessione del Sud, Lincoln accetta la sfida e parte alla volta di Washington, lasciandosi alle spalle l'Illinois e il passato.

## Produzione
Il film fu prodotto dalla Max Gordon Plays & Pictures Corporation e dalla RKO Pictures che pagò 120.000 dollari per la storia di Robert E. Sherwood. Il commediografo non aveva voluto vendere i diritti cinematografici alla Goldwyn perché la casa di produzione avrebbe preso come protagonista del film Gary Cooper. Sherwood, invece, che secondo la pubblicità avrebbe scritto il suo lavoro avendo in mente Raymond Massey, voleva a tutti i costi nei panni di Lincoln l'attore canadese che era stato il protagonista anche del lavoro teatrale vincitore del Premio Pulitzer.
Il film venne girato a Eugene e a McKenzie River, nell'Oregon. Le riprese durarono dal 7 agosto al 29 settembre 1939.

## Distribuzione
Distribuito dalla RKO Radio Pictures, il film uscì nelle sale cinematografiche statunitensi il 19 aprile 1940 dopo la prima mondiale che si tenne a Washington il 22 gennaio e un'altra prima a New York, tenuta il 22 febbraio.
In Italia, il film - con il titolo Abramo Lincoln - ottenne il visto il 19 dicembre 1945.